# 2014年冬季奧林匹克運動會白俄羅斯代表團
2014年冬季奧林匹克運動會白俄羅斯代表團是白俄羅斯所派出的2014年冬季奧林匹克運動會代表團，共有26名運動員參與五項目賽事。
白俄羅斯在該屆的成績是自獨立以來成績最佳的冬季奧運會。

## 外部連結
- Belarus at the 2014 Winter Olympics（页面存档备份，存于）